# Pierpaolo Lauriola
Pierpaolo (Pietro Paolo) Lauriola (Manfredonia, 26 agosto 1975) è un cantautore e chitarrista italiano.

## Biografia
Pierpaolo Lauriola nasce a Manfredonia nel 1975. A venti anni si trasferisce a Bologna dove studia al DAMS per poi approdare in altre città italiane per ragioni di lavoro. Vive stabilmente a Milano.
Lauriola è anche componente dei Pliskin, gruppo nato nell'estate del 2006 con cui ha realizzato l'album Quando arriva la sera uscito nell'ottobre 2009 e Fino all'ultimo respiro nel 2018.
Autore e compositore dai primi anni 90, ha anche suonato negli Eco, Five v. One e Catarsi, con i quali ha inciso tre EP.

### Polvere.
Polvere. (scritto con il punto finale) è una raccolta di otto canzoni riprese da un demo registrato negli anni 90 su musicassetta. Nella versione CD è riproposto sia in versione acustica che nella versione originale elettrica. Pubblicato inizialmente a marzo 2012 in streaming su Rockit,  il 10 ottobre 2012 esce anche in CD ed in tutti i maggiori distributori di musica digitale. L'album è stato registrato presso il Massive Arts di Milano.
Il tema predominante del disco è il tempo. Il titolo stesso, Polvere., sintetizza i concetti contenuti nell'album. Si rifà nello specifico al secondo brano dell'album, col tempo, la polvere che si posa diventa quasi una seconda pelle, dando la dimensione del tempo che passa. Questo concetto viene esplicato nell'album raccontando le storie di un periodo della vita di una persona, che è l'io narrante. Sogni e segni è il video che testimonia l'ultima fase di registrazione del disco con un Making of realizzato da Giuseppe Biancofiore.

### Tarli
Il 27 gennaio 2014 viene presentato il mixtape Tarli che raccoglie b-side, showcase, live-version e rarità. Concepito come un laboratorio di idee su SoundCloud, il progetto viene presentato live per la prima volta il 22 marzo 2014 alle Scimmie, noto locale milanese sul Naviglio Pavese. Simbolicamente qui i tarli hanno mangiato la polvere e con il loro ego hanno dato inizio ad una nuova storia.

### L'ego
Il 28 gennaio 2015 viene presentato per la prima volta il video di Yalla che anticipa il nuovo album L'ego uscito il 3 marzo 2015. Il disco è stato presentato dal vivo allo Spazio Teatro 89 il 5 marzo e l'intero incasso è stato devoluto al progetto UnAltroAsilo dell'associazione UnaltroMondo Onlus per finanziare un processo di autonomia economica completa della Garderie Unautremonde e con la costruzione di un asilo a Dakar in Senegal.
Il 23 aprile 2015 su Rockerilla viene pubblicato in anteprima il video di The Dreamers.
L'uscita di L'ego viene accompagnata da un lungo tour delle radio conclusosi a giugno con un live a Radio Popolare nella trasmissione Pop-Up.
L'8 febbraio 2016 è stato diffuso in anteprima sul sito di Sentireascoltare il videoclip de L'avventura in una versione live con chitarra acustica, loop station e voce registrata al Massive Arts Studios ripresa dal regista Sauro Sorana.

### Canzoni scritte sui muri
Il 16 marzo 2020 esce il video di Scudo e riparo. La regia è di Antonello Schioppa. Affronta il tema del precariato con toni dolorosi ma anche dinamici e ricchi di speranza. Il 13 Maggio 2020 viene pubblicato Canzoni scritte sui muri. Dona una chiave di lettura sul senso di smarrimento che ognuno di noi può avere nel corso della vita, un momento di pausa dove rimettere in ordine i giorni, e tutto ciò che non è stato compreso e accettato. Per ripartire con forza e determinazione verso quel futuro che sta aspettando. L'8 ottobre 2020 viene presentato il video di Le nostre fragili certezze. Il video è diretto da Graham Robinson, con la collaborazione della coreografa Natalie Su Robinson.
Il 10 settembre 2021, con il brano Canzoni scritte sui muri, partecipa alla finale della trentaquattresima edizione di Sanremo Rock & Trend al Teatro Ariston.

## Discografia

### Album
Come solista
- 2012 - Polvere.
- 2015 - L'ego
- 2020 - Canzoni scritte sui muri

Con altri gruppi
- 1992 - Lontano da qui
- 1994 - Take Me Away (con gli ECO)
- 1997 - Vibrazioni in orbita (con i Catarsi)
- 1998 - Alienato si schiaccia (con i Catarsi)
- 2000 - 2000 (con i Catarsi)
- 2009 - Quando arriva la sera (con i Pliskin)
- 2018 - Fino all'ultimo respiro (con i Pliskin)

### Mixtape
2014 - Tarli

### Raccolte
- 1997 - Spazio Giovani 97 (Comune di Foggia)
- 1999 - Tendenze 99, con i Catarsi (Audiar/Sony)
- 2012 - Indie Sounds Good (Compilation allegata al numero 4 della rivista Oca Nera Rock, dicembre 2012)
- 2012 - Beautiful Freaks (Compilation allegata al numero 41 della rivista Beautiful Freaks, autunno 2012
- 2012 - Next Exit (Compilation allegata al numero 99 della rivista Next Exit, creatività al lavoro, 15 ottobre - 15 novembre 2012)
- 2012 - Sound and Vision (Compilation realizzata da Lunatik in free download per il portale soundvision.it)
- 2012 - Progetto 9 (Compilation realizzata da Lunatik in free download per il portale progetto-9.com)
- 2015 - Rockit Vol. 69 (Rockit, maggio 2015)
- 2015 - Turn On Music // vol. 01(Turn On Music, 10 dicembre 2015)
- 2020 - Smart Working: Una playlist per la fase 3[38]

### Video
- Pierpaolo Lauriola, Sogni e segni, su YouTube, regista Giuseppe Biancofiore, Lauriola, 23 febbraio 2012.

- Pierpaolo Lauriola, Yalla, su YouTube, regista Stefano Bertelli, La Masseria Della Musica, 29 gennaio 2015.

- Pierpaolo Lauriola, The Dreamers, su YouTube, regista Stefano Bertelli, La Masseria Della Musica, 23 aprile 2015.

- Pierpaolo Lauriola, L'avventura, su YouTube, regista Sauro Sorana, La Masseria Della Musica, 8 febbraio 2016.
- Pierpaolo Lauriola, Scudo e riparo, su YouTube. Regista Antonello Schioppa, prodotto da Associazione Culturale Macchina Desiderante, 19 Marzo 2020.
- Pierpaolo Lauriola, Le nostre fragili certezze, su YouTube. Regista Graham Robinson, Shakinda Productions, 8 Ottobre 2020.